# Neuilly-le-Brignon

Neuilly-le-Brignon este o comună în departamentul Indre-et-Loire, Franța. În 1 ianuarie 2022 avea o populație de 287 de locuitori.